# Campeonato Nacional de Rodeo de 1970
El Campeonato Nacional de Rodeo de 1970 fue la versión número 22 de este tradicional campeonato que coronó a las mejores colleras de la temporada 1969-1970 y se disputó por segunda vez en Osorno (anteriormente se había disputado en 1958). Esta edición se disputó en una fecha inédita, durante el mes de enero (verano austral), por lo general se realiza en el otoño austral. Este campeonato se disputa todos los años y corona a los campeones del rodeo chileno, tradicional deporte practicado en Chile, donde está considerado como deporte nacional.
Los campeones de este campeonato fueron los curicanos Pablo Quera y Raúl Cáceres, quienes montaron a "Chinganero" y "Barquillo" y realizaron un total de 25 puntos buenos. Esta collera confirmaba su buen desempeño demostrado en el campeonato anterior (1969) en donde alcanzaron el segundo lugar.
El vicecampeonato nacional de Chile fue para Alejandro Hott y Ricardo Martínez en "Campero" y "Tramposo" con 24 puntos, mientras que los terceros campeones fueron Claudio Mallea y Óscar Bustamante "Pichicucha" y "Arrepentida". 
Antes de comenzar la serie de campeones se realizó la tradicional prueba de destreza del movimiento de la rienda. Esta vez fue ganada por Santiago Urrutia en "Cachupín". El público quedó impresionado con este binomio, sobre todo con las vueltas sobre parado.

## Resultados

### Serie de campeones
| Cuarto Animal 1970 | Cuarto Animal 1970                  | Cuarto Animal 1970           | Cuarto Animal 1970 | Cuarto Animal 1970 |
| ------------------ | ----------------------------------- | ---------------------------- | ------------------ | ------------------ |
| Lugar              | Jinetes                             | Caballos                     | Asociación         | Puntaje            |
| 1.º                | Pablo Quera y Raúl Cáceres          | "Chinganero" y "Barquillo"   | Curicó             | 25                 |
| 2.º                | Alejandro Hott y Ricardo Martínez   | "Campero" y "Tramposo"       | Río Bueno          | 24                 |
| 3.º                | Claudio Mallea y Óscar Bustamante   | "Pichicucha" y "Arrepentida" | Curicó             | 21                 |
| 4.º                | Santiago Urrutia y Samuel Parot     | "Buen Amigo" y "Tula"        | Parral             | 18                 |
| 5.º                | Santiago Urrutia y Samuel Parot     | "Cachupín" y "Chamanto"      | Parral             | 16                 |
| 6.º                | Óscar Gaedicke y Carlos Gaedicke    | "Paulino" y "Monarca"        | Puerto Octay       | 11                 |
| 7.º                | Ram̪on Cardemil y Ruperto Valderrama | "Percala" y "Pelotera"       | Curicó             | 10                 |
| 8.º                | Eliseo Calderón y Óscar Calderón    | "Comadrero" y "Nuvarrón"     | Valdivia           | 8                  |

## Cuadro de honor temporada 1969-1970

### Jinetes
- 1.º Santiago Urrutia[6]
- 2.º Samuel Parot
- 3.º Óscar Bustamante
- 4.º Ramón Cardemil
- 5.º Ricardo de la Fuente
- 6.º José Manuel Aguirre
- 7.º Ernesto Loayza
- 8.º Gustavo Rey
- 9.º Javier López
- 10.º Aliro Pérez

### Caballos
- 1.º Chinganero
- 2.º Campero
- 3.º Tramposo
- 4.º Estropajo
- 5.º Buen Amigo
- 6.º Trampero
- 7.º Paleta
- 8.º Corsario
- 9.º Jalisco
- 10.º Barquillo

### Yeguas
- 1.º Pelotera
- 2.º Pichicucha
- 3.º Chamaquita
- 4.º Longaviana II
- 5.º Naranjerita
- 6.º Vanidosa
- 7.º Percala
- 8.º Tula
- 9.º Totora
- 10.º Arrepentida

### Potros
- 1.º Cachupín
- 2.º Taco
- 3.º Huachipato
- 4.º Foratero
- 5.º Estribo
- 6.º Chamanto
- 7.º Barranco
- 8.º Nuvarrón
- 9.º Comadrero
- 10.º Zorro